# Fonction maximale de Hardy-Littlewood
En mathématiques et plus particulièrement en analyse, la fonction maximale de Hardy-Littlewood est un opérateur qui associe à toute fonction localement intégrable f en tout point x sur ℝn comme étant la borne supérieure des valeurs moyennes de |f| sur les boules centrées en x. La notion de fonction maximale est intervenue pour la première fois dans un article publié en 1930 par Godfrey Harold Hardy et John Edensor Littlewood.

## Formulation
À toute fonction localement intégrable {\displaystyle f\in \mathrm {L} _{\text{loc}}^{1}\left(\mathbb {R} ^{n}\right)} on peut associer la fonction maximale de Hardy-Littlewood {\displaystyle Mf:\mathbb {R} ^{n}\to [0,+\infty ]} définie par
{\displaystyle Mf(x)=\sup _{r>0}{\frac {1}{\lambda _{n}\left(B(x,r)\right)}}\int _{B(x,r)}|f(t)|\,\mathrm {d} \lambda _{n}(t)}
où B(x, r) désigne la boule de ℝn centrée en x et de rayon r > 0 et λn désigne la mesure de Lebesgue sur ℝn.

## Propriétés
- La fonction maximale de Hardy-Littlewood associée à toute fonction localement intégrable est semi-continue inférieurement.

- Cette fonction Mf n'est jamais intégrable, sauf si f = 0. Il existe même f intégrable telle que Mf ne soit pas localement intégrable[2].

## Inégalité maximale de Hardy-Littlewood
- Pour toute application intégrable f sur ℝn et tout réel c > 0, on a{\displaystyle \lambda _{n}\left([Mf\geq c]\right)\leq 3^{n}{\frac {\|f\|_{1}}{c}}}(donc Mf est finie presque partout).
- Pour toute fonction réelle croissante F sur un intervalle réel [a , b] on a, de façon analogue[réf. souhaitée]{\displaystyle \lambda _{1}\left([G\geq c]\right)\leq 2{\frac {F(b)-F(a)}{c}},{\text{ pour }}G(x)=\sup _{h\neq 0 \atop x+h\in [a,b]}{\frac {F(x+h)-F(x)}{h}}.}
- Pour toute fonction réelle croissante continue F sur [a , b],{\displaystyle \lambda _{1}\left([G\geq c]\right)\leq {\frac {F(b)-F(a)}{c}},} pour G étant l'une des quatre dérivées de Dini de F.

## Applications
- Théorème de différentiation de Lebesgue
- Théorème de Rademacher

## Généralisation au cas des mesures de Borel
En gardant les notations précédentes, on peut associer à toute mesure de Borel μ sur ℝn la fonction maximale Mμ définie par :
{\displaystyle M\mu (x)=\sup _{r>0}{\frac {\mu \left(B(x,r)\right)}{\lambda _{n}\left(B(x,r)\right)}}.}
La propriété de semi-continuité inférieure et, si μ est finie, l'inégalité maximale, sont alors encore vraies et se démontrent de la même manière.